# یوری آلبرتو
یوری آلبرتو (انگلیسی: Yuri Alberto؛ زادهٔ ۱۸ مارس ۲۰۰۱) بازیکن فوتبال اهل برزیل است.
از باشگاه‌هایی که در آن بازی کرده‌است می‌توان به باشگاه فوتبال سانتوس اشاره کرد.
وی همچنین در تیم‌های ملی فوتبال زیر ۱۷ سال برزیل، زیر ۲۳ سال برزیل، و برزیل بازی کرده‌است.